# الرمثا (إربد)
الرمثا مدينة تقع في شمال الأردن ومركز لواء الرمثا أحد ألوية محافظة إربد القريب من الحدود المشتركة مع سوريا. بلغ عدد سكان المدينة 164,211 نسمة في 2017. أما عدد سكان بلدية الرمثا فيقدر بحوالي 263,680 ألف نسمة، وهي بذلك سادس أكبر بلدية في الأردن بعد كل من أمانة عمان الكبرى، وبلدية إربد الكبرى، وبلدية الزرقاء، وبلدية الرصيفة وبلدية المفرق.

## أصل التسمية
الرّمثا مأخوذة من الرمث وهو نبات كان ينبت في الرمثا كما تسمى المنطقة في جنوب الرمثا بالرميث وقد كانت الرميث مراعي للإبل التي ترعى الرمث.

## جغرافيا
الرمثا هي إحدى حاضرات سهل حوران ضمن حوض نهر اليرموك، في إقليم شمال الأردن وتقع بالقرب من الحدود السورية الأردنية مقابل مدينة درعا السورية. تتبع الرمثا إدارياً لمحافظة إربد. والرمثا هي مركز لواء الرمثا والذي يضم الرمثا والطرة والشجرة وعمراوة والذنيبة والبويضة.

## ثقافة وحضارة

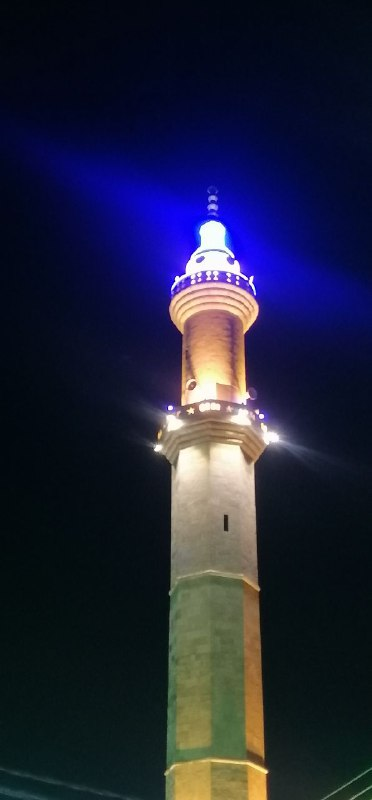
مأذنة المسجد العمري في مدينة الرمثا

تشتهر الرمثا بطابعها الثقافي، وتمتلك نوادي رياضية منها نادي الرمثا ونادي اتحاد الرمثا. ويشار أيضاً إلى أن جامعة العلوم والتكنولوجيا الأردنية تقع ضمن حدود مدينة الرمثا. ومدينة الحسن الصناعية وصرح الشهيد ومستشفى الملك المؤسس عبد الله الجامعي.

## التعليم
تقع ضمن حدود المدينة جامعة العلوم والتكنولوجيا الأردنية، وفيها مدرسة الرمثا الثانوية، والتي تعد من أقدم مدارس الأردن؛ حيث تأسست أواخر العهد العثماني عام 1914 م لتكون مدرسة ابتدائية آنذاك.

## المواقع الأثرية

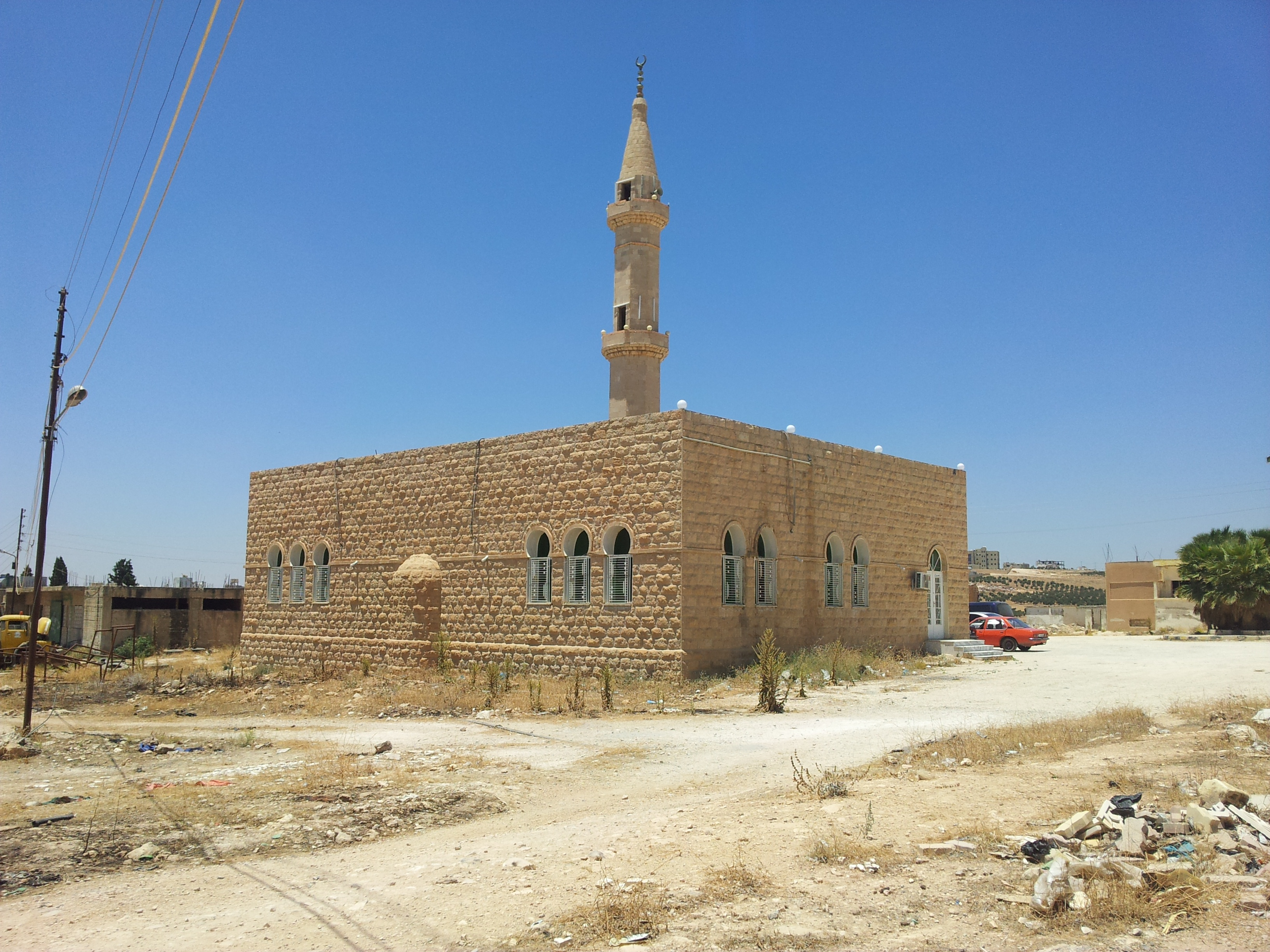
مسجد قديم في الرمثا

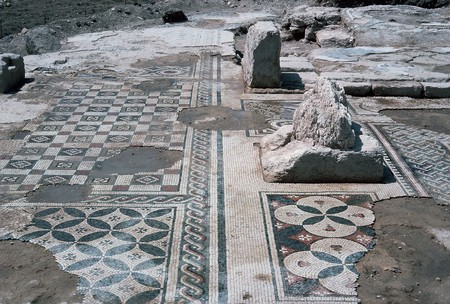
موقع أثري بيزنطي في الرمثا

يمتد تاريخ الرمثا إلى آلاف السنين فقد عايشت تطورات البشرية منذ عهد التاريخ وحتى اليوم، حيث توالت عليها حضارات مختلفة من آرامية، وهيلينية، ورومانية، وبيزنطية، وإسلامية- حسب المؤرخين – وتركت تلك الأمم بعضاً من معالمها الأثرية في منطقة الرمثا.
وكانت المعالم هي عبارة عن كهوف ومغارات، وعليها كتابات ورسومات تقع في وسط المدينة، فهناك بركة المحاسي التي كان يستقي منها الحجاج والقبائل العربية المارّة بالمدينة.
- الرميث:[8] قرية أثرية جنوب مدينة الرمثا (5 كم)، تحتوي على آثار تعود للعصور الآرامية، الحديدية، الهلينية، الرومانية، والإسلامية.
- الشجرة: أول قرية شمال الأردن استقرت فيها القبائل العربية.
- الطرة: تقع شمال غرب الرمثا (8 كم)، تضم قبورًا يونانية وآثارًا من الحضارات الرومانية، العباسية، المملوكية، والعثمانية، إضافة إلى برج مملوكي كان يُستخدم للإنذار والمراقبة.
- عمراوة: تقع شمال غرب الطرة (7 كم)، تحتوي على جامع بأعمدة أثرية، وتأثرت بالحضارة المملوكية.
- خربة الزوايد الشمالي: موقع أثري استوطنه الرومان والأمويون والمماليك، يقع على طريق بصرى–درعا–جرش الرومانية.
- خربة أم العظام: غرب قرية البويضة (1 كم)، تضم كهوفًا وآبارًا، وكانت تُستخدم كمقبرة ملوكية.
- خربة الحويرة: شمال الرمثا قرب الحدود السورية، تحتوي على كهوف وآثار من العصر الحديدي.
- البصيلة (حي أبو البصل): تحتوي على مقابر منحوتة تعود للعصرين الروماني والبيزنطي، وآثار من العصور العباسية والمملوكية.
- خربة العدسية: تقع شمال عمراوة، تحتوي على آثار من العصور البرونزية، الحديدية، الهلينية، الرومانية، البيزنطية، والعباسية.
- خربة المصاطب: شمال غرب العدسية، تشتهر بعين جابر وآثار من العصور الحديدية، العباسية، والمملوكية.
- خربة المغير الشرقي: شرق وادي الشلالة، تضم تلالًا دائرية وآثارًا رومانية وبيزنطية وإسلامية.
- وادي الشلالة: يمتد بطول 19 كم من حوارة إلى نهر اليرموك، ويتميز بوجود أنفاق أثرية، جسر روماني، ومقابر منحوتة بالصخر.
- خربة ماجد: تبعد 15 كم شمال الرمثا، وتضم آثارًا من العصور البرونزية والحديدية والبيزنطية والإسلامية.
- الخرب الأثرية الأخرى: مثل بريقا، الكفيرات، أم الآبار، القصير، وبركة البويضة التي بناها المماليك.
- زيرقون: تقع على هضبة منبسطة، تضم سورًا تحصينيًا يعود للعصر البرونزي القديم ومعبدًا أثريًا ونظام مياه متكامل.
- تل الفخار: يحتوي على مساكن ومستودعات تخزين وآبار وأدوات طحن تعود للعصور القديمة، مما يدل على النشاط الزراعي.
- الشلالة: منطقة طبيعية تمتد على طول وادي الشلالة، تتميز بجمال الطبيعة ووفرة البساتين.
- تل الرميث: جنوب مدينة الرمثا، يحتوي على مبانٍ سكنية وآثار من العصور الحديدية، الهلنستية، الرومانية، والبيزنطية.
- بلدة الذنيبة: تطل على نهر اليرموك، وتتميز بآثارها التي تعود للعصور البرونزية والهلنستية والرومانية والبيزنطية والإسلامية، بالإضافة إلى مناظرها الطبيعية الجاذبة للسياح.

## المساجد
حتى عام 2010، بلغت عدد المساجد في لواء الرمثا بين 86 وأكثر من 100 مسجد. في عام 2010، أشارت صحيفة الرأي إلى وجود 86 مسجدًا في اللواء. فيما ذكرت مصادر أخرى لاحقًا وجود أكثر من 100 مسجد. ويُعتبر المسجد العمري الكبير من أقدم وأهم المساجد في مدينة الرمثا.

## الأزمة السورية

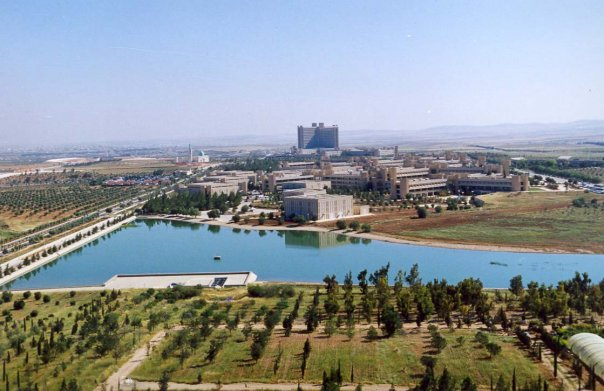
جامعة العلوم والتكنولوجيا الأردنية.

مع بدء الثورة في سوريا ضد نظام الرئيس السوري بشار الأسد، بدأت حشود اللاجئين السوريين بالتوافد على الأردن من خلال مدينتي الرمثا والمفرق كونهما تقعان على الحدود، ومع هذا التوافد الكبير ارتفع عدد سكان الأردن بشكل عام، والرمثا بشكل خاص بشكل ملحوظ، حيث يلاحظ ازدحام المدينة وازدياد الطلب على الخدمات الأساسية بكافة أشكالها.

## كتب عنها
صدرت عدد من الكتب عن لواء الرمثا منها:
- الرمثا تاريخ وحضارة، مالا تعرفه عن الرمثا - المؤلف إسلام الفاخري، 2018[10]